# レーニッシュ
カール・レーニッシュ・ピアノフォルテマヌファクトゥーアGmbH（Carl Rönisch Pianofortemanufaktur GmbH）は、1845年創業のドイツのアップライトピアノおよびグランドピアノ製造会社である。本社はドレスデン（1845年以降）、ライプツィヒのベーリッツ＝エーレンベルク地区（1945年以降）、2009年以降はライプツィヒのグロースペスナにある。

## 歴史
カール・レーニッシュ（Carl Rönisch、1814年-1894年）によって1845年にドレスデンで創業された。1866年に鋳鉄製フレームを開発した。これは現代ピアノの製造のための最も重要な必須要素の一つである。国際博覧会では金メダルを取り、工房はザクセン王室御用達となった。高品質な製品によって、オーナーのカール・モーリッツ・レーニッシュ（Karl Moritz Rönisch）はオーストリア＝ハンガリー帝国帝室・王室御用達ピアノ製造業者の称号を授与された。
1918年、創業者の息子ヘルマン・レーニッシュ（Hermann Rönisch）は、会社を継ぐはずであった創業者の孫が第一次世界大戦で死亡した後の1918年に「Carl Rönisch Hof-Pianofabrik」をライプツィヒのルードヴィヒ・フップフェルトAGへ売却した。ヘルマンは1902年以降ビジネスパートナーとしてルードヴィヒ・フップフェルトと親交があった。
1945年、レーニッシュ社の主工場がドレスデン爆撃の犠牲となった。1948年以降、レーニッシュブランドのピアノはライプツィヒのベーリッツ＝エーレンベルク地区にあるルードヴィヒ・フップフェルト社の本社の「ライプツィヒピアノ工房」で作られた。1967年、「ライプツィヒピアノ工房」はVEBドイツピアノ組合ライプツィヒに吸収された。
東ドイツの「転換」の後、この国営企業は解散し、レーニッシュ/フップフェルトの第一工場から「ライプツィヒ・ピアノフォルテファブリークGmbH」が誕生した。この会社はレオンベルクのピアノメーカー・プファイファーによって買収された。
2009年、Pianofortefabrik Leipzig GmbH & Co. KGはピアノメーカー・ブリュートナーによって買収され、以後、「Carl Rönisch Pianofortemanufaktur GmbH」という伝統的な名称で経営されている。同年、ピアノ生産はライプツィヒ近郊のグロースペスナにあるブリュートナーの工場に移された。